# Загаюв (Піньчовський повіт)
Загаюв (пол. Zagajów) — село в Польщі, у гміні Міхалув Піньчовського повіту Свентокшиського воєводства.
Населення — 275 осіб (2011).
У 1975-1998 роках село належало до Келецького воєводства.

## Демографія
Демографічна структура на день 31 березня 2011 року:
|          | Загалом | Допрацездатний вік | Працездатний вік | Постпрацездатний вік |
| -------- | ------- | ------------------ | ---------------- | -------------------- |
| Чоловіки | 135     | 32                 | 82               | 21                   |
| Жінки    | 140     | 30                 | 70               | 40                   |
| Разом    | 275     | 62                 | 152              | 61                   |